# 2822 Sacajawea
2822 Sacajawea este un asteroid din centura principală, descoperit pe 14 martie 1980 de Edward Bowell.